# Habsheim
Habsheim [apsaim]  est une commune de la banlieue de Mulhouse située dans la circonscription administrative du Haut-Rhin et, depuis le 1er janvier 2021, dans le territoire de la Collectivité européenne d'Alsace, en région Grand Est.
Cette commune se trouve dans la région historique et culturelle d'Alsace. Elle est membre de Mulhouse Alsace Agglomération et fait partie des 20 communes de l'agglomération mulhousienne ayant l'obligation de mettre en place une ZFE-m avant le 31 décembre 2024.
Ses habitants sont appelés les Habsheimois et Habsheimoises.

## Géographie

### Lieux-dits et écarts
La Gare de Habsheim est située au point kilométrique PK 115 de la ligne de Strasbourg-Ville à Saint-Louis.

### Communes limitrophes
La commune de Habsheim est accolée à celles de Rixheim, d'Eschentzwiller, de Zimmersheim et à proximité de Riedisheim et de Mulhouse intra-muros.
|                | Rixheim    | Hombourg     |
| Zimmersheim    | Habsheim   | Petit-Landau |
| Eschentzwiller | Dietwiller | Niffer       |

### Géologie
Le territoire communal repose sur le bassin houiller stéphanien sous-vosgien.

### Hydrographie

#### Réseau hydrographique
La commune est dans le bassin versant du Rhin au sein du bassin Rhin-Meuse. Elle est drainée par le ruisseau Weiherbachgraben et le ruisseau de Muhlbach de Habsheim,,.

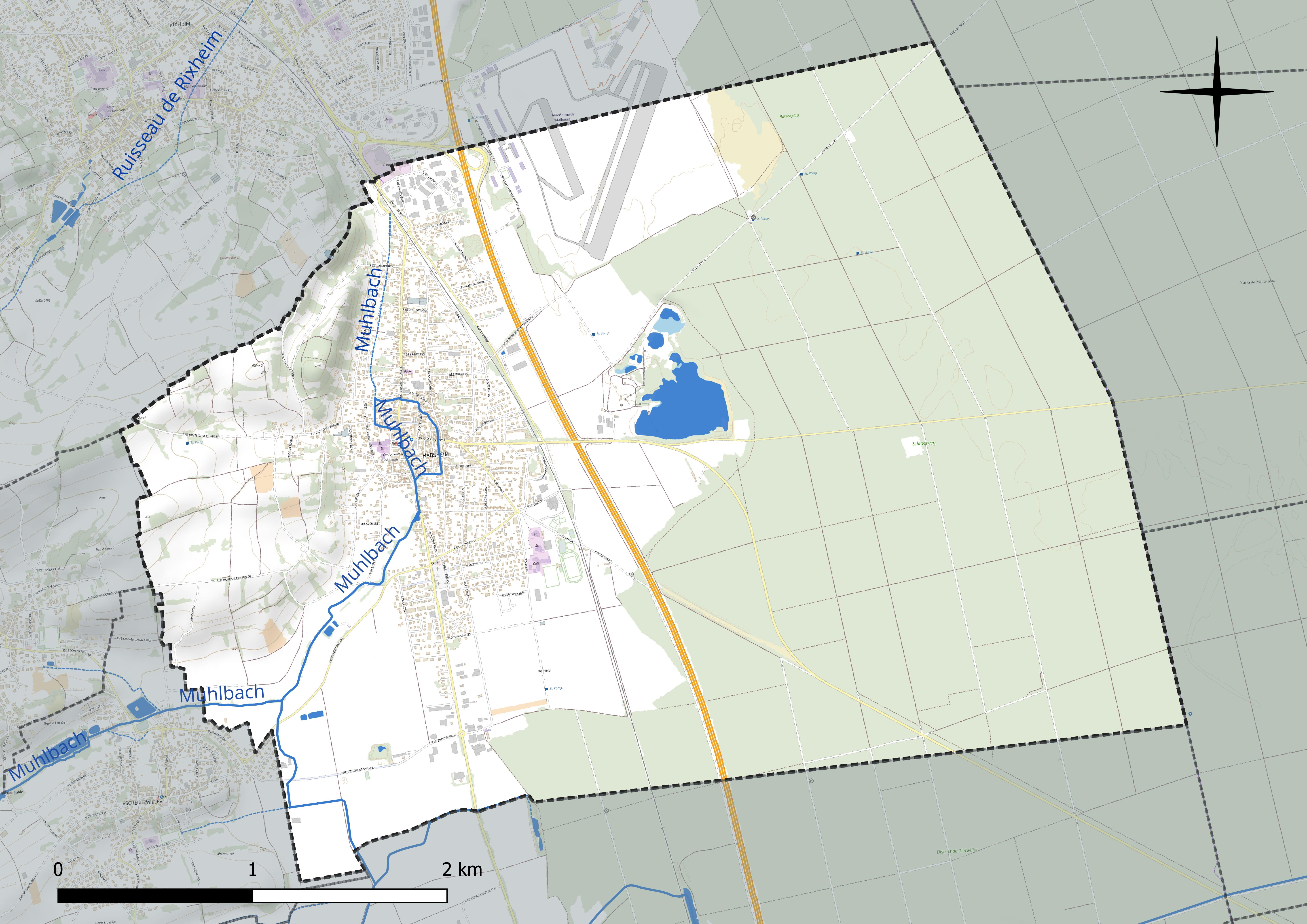
Réseau hydrographique de Habsheim.

#### Gestion et qualité des eaux
Le territoire communal est couvert par le schéma d'aménagement et de gestion des eaux (SAGE) « Ill Nappe Rhin ». Ce document de planification concerne la nappe phréatique rhénane, les cours d'eau de la plaine d'Alsace et du piémont oriental du Sundgau, les canaux situés entre l'Ill et le Rhin et les zones humides de la plaine d'Alsace. Le périmètre s’étend sur 3 596 km2. Il a été approuvé le 17 janvier 2005. La structure porteuse de l'élaboration et de la mise en œuvre est la région Grand Est. 
La qualité des cours d’eau peut être consultée sur un site dédié géré par les agences de l’eau et l’Agence française pour la biodiversité. 

### Climat
Pour des articles plus généraux, voir Climat du Grand Est et Climat du Haut-Rhin.
En 2010, le climat de la commune est de type climat océanique altéré, selon une étude du Centre national de la recherche scientifique s'appuyant sur une série de données couvrant la période 1971-2000. En 2020, Météo-France publie une typologie des climats de la France métropolitaine dans laquelle la commune est exposée à un climat semi-continental et est dans la région climatique  Alsace, caractérisée par une pluviométrie faible, particulièrement en automne et en hiver, un été chaud et bien ensoleillé, une humidité de l’air basse au printemps et en été, des vents faibles et des brouillards fréquents en automne (25 à 30 jours). 
Pour la période 1971-2000, la température annuelle moyenne est de 10,4 °C, avec une amplitude thermique annuelle de 17,7 °C. Le cumul annuel moyen de précipitations est de 609 mm, avec 8 jours de précipitations en janvier et 9,2 jours en juillet. Pour la période 1991-2020, la température moyenne annuelle observée sur la station météorologique de Météo-France la plus proche, « Mulhouse », sur la commune de Mulhouse à 6 km à vol d'oiseau, est de 11,1 °C et le cumul annuel moyen de précipitations est de 747,6 mm. 
La température maximale relevée sur cette station est de 39,4 °C, atteinte le 13 août 2003 ; la température minimale est de −21,5 °C, atteinte le 10 février 1956,,. 
| Mois                                  | jan.             | fév.             | mars             | avril           | mai             | juin          | jui.            | août          | sep.            | oct.            | nov.           | déc.            | année      |
| ------------------------------------- | ---------------- | ---------------- | ---------------- | --------------- | --------------- | ------------- | --------------- | ------------- | --------------- | --------------- | -------------- | --------------- | ---------- |
| Température minimale moyenne (°C)     | −0,6             | −0,5             | 1,9              | 4,7             | 8,9             | 12,4          | 14,1            | 13,8          | 10,2            | 6,7             | 2,7            | 0,3             | 6,2        |
| Température moyenne (°C)              | 2,3              | 3,4              | 7                | 10,6            | 14,7            | 18,4          | 20,3            | 20            | 15,9            | 11,3            | 6,2            | 3,2             | 11,1       |
| Température maximale moyenne (°C)     | 5,3              | 7,4              | 12               | 16,5            | 20,5            | 24,3          | 26,4            | 26,3          | 21,5            | 15,9            | 9,6            | 6               | 16         |
| Record de froid (°C) date du record   | −20,2 13.01.1968 | −21,5 10.02.1956 | −17,2 04.03.1965 | −6,3 07.04.1956 | −3,1 01.05.1962 | 0,9 03.06.06  | 4,3 02.07.1960  | 4 30.08.1998  | −0,6 24.09.1964 | −6,7 31.10.1997 | −13,4 30.11.10 | −19 20.12.1981  | −21,5 1956 |
| Record de chaleur (°C) date du record | 18,3 10.01.1991  | 21,9 24.02.1990  | 26,5 31.03.21    | 30 22.04.1968   | 33,3 25.05.09   | 37,6 09.06.14 | 38,9 31.07.1983 | 39,4 13.08.03 | 34,1 11.09.23   | 29,7 13.10.23   | 24,3 07.11.15  | 19,9 16.12.1989 | 39,4 2003  |
| Précipitations (mm)                   | 57,9             | 49,2             | 49,9             | 49,9            | 78,2            | 67,8          | 63              | 67,1          | 61,1            | 69,7            | 58,7           | 75,1            | 747,6      |

| Diagramme climatique                                  |             |           |             |             |              |            |              |              |             |            |          |
| J                                                     | F           | M         | A           | M           | J            | J          | A            | S            | O           | N          | D        |
| 5,3−0,657,9                                           | 7,4−0,549,2 | 121,949,9 | 16,54,749,9 | 20,58,978,2 | 24,312,467,8 | 26,414,163 | 26,313,867,1 | 21,510,261,1 | 15,96,769,7 | 9,62,758,7 | 60,375,1 |
| Moyennes : • Temp. maxi et mini °C • Précipitation mm |             |           |             |             |              |            |              |              |             |            |          |

Les paramètres climatiques de la commune ont été estimés pour le milieu du siècle (2041-2070) selon différents scénarios d'émission de gaz à effet de serre à partir des nouvelles projections climatiques de référence DRIAS-2020. Ils sont consultables sur un site dédié publié par Météo-France en novembre 2022.

## Urbanisme

### Typologie
Au 1er janvier 2024, Habsheim est catégorisée ceinture urbaine, selon la nouvelle grille communale de densité à sept niveaux définie par l'Insee en 2022.
Elle appartient à l'unité urbaine de Mulhouse, une agglomération intra-départementale regroupant 20  communes, dont elle est une commune de la banlieue,,. Par ailleurs la commune fait partie de l'aire d'attraction de Mulhouse, dont elle est une commune de la couronne,. Cette aire, qui regroupe 132 communes, est catégorisée dans les aires de 200 000 à moins de 700 000 habitants,.

### Occupation des sols
L'occupation des sols de la commune, telle qu'elle ressort de la base de données européenne d’occupation biophysique des sols Corine Land Cover (CLC), est marquée par l'importance des forêts et milieux semi-naturels (48,8 % en 2018), une proportion identique à celle de 1990 (48,8 %). La répartition détaillée en 2018 est la suivante : 
forêts (48,3 %), terres arables (21,8 %), zones urbanisées (12,8 %), zones agricoles hétérogènes (9 %), zones industrielles ou commerciales et réseaux de communication (5,4 %), mines, décharges et chantiers (2,3 %), milieux à végétation arbustive et/ou herbacée (0,5 %). L'évolution de l’occupation des sols de la commune et de ses infrastructures peut être observée sur les différentes représentations cartographiques du territoire : la carte de Cassini (XVIIIe siècle), la carte d'état-major (1820-1866) et les cartes ou photos aériennes de l'IGN pour la période actuelle (1950 à aujourd'hui).

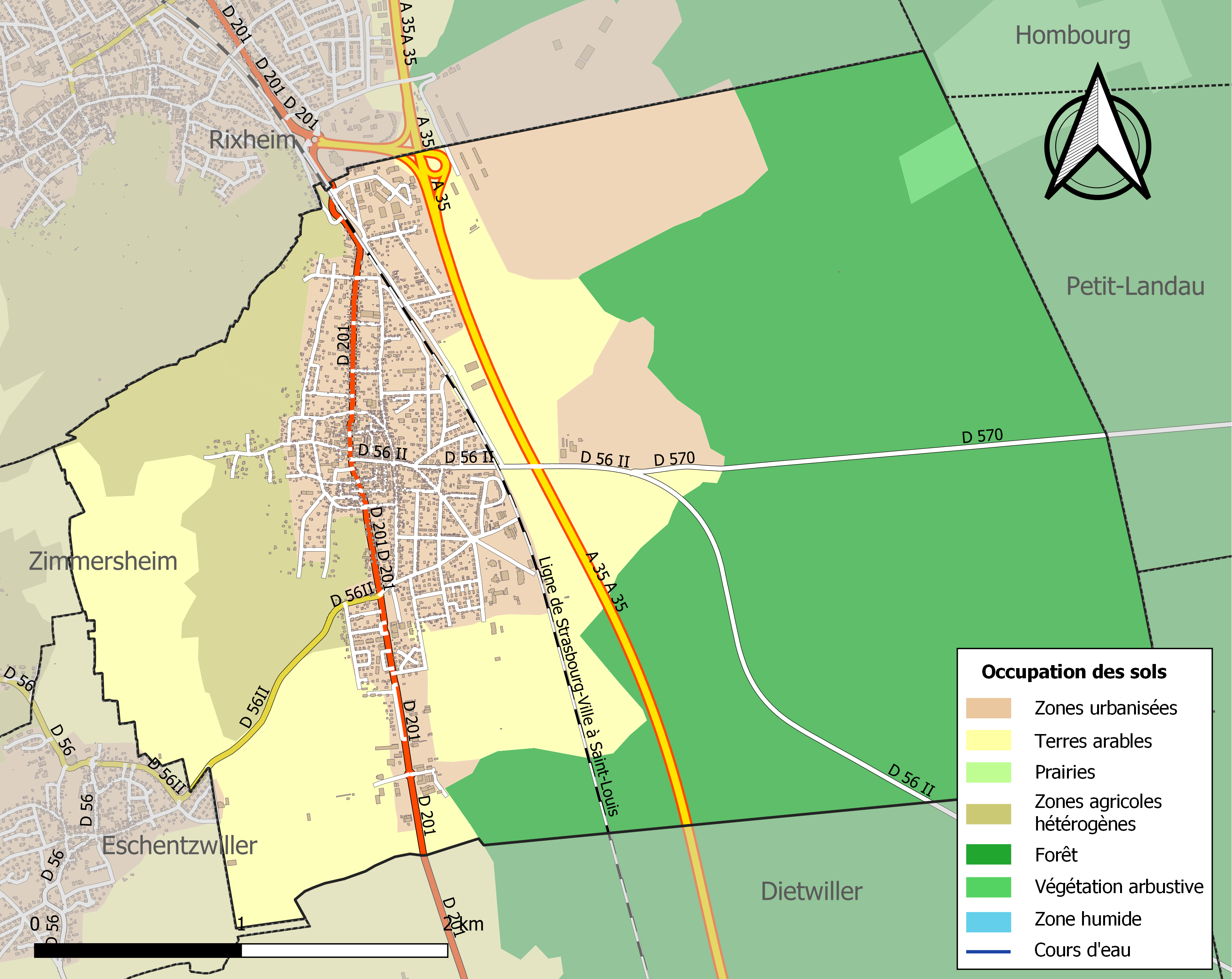
Carte des infrastructures et de l'occupation des sols de la commune en 2018 (CLC).

## Histoire
C'est sur l'aérodrome de la commune, lors d'un meeting aérien, qu'eut lieu le 26 juin 1988, l'accident d'un Airbus A320 d'Air France au cours d'un vol de démonstration. L'accident fit 3 morts et de nombreux blessés.

### Toponymie
L'origine du mot « Habsheim » vient du surnom d'un chef franc :  « Habuchino », signifiant le Petit Autour (heim = habitat, lieu de résidence du Petit Autour). Ce nom de « Habuhinesheim » figure dans un document de 757 attestant de sa donation par le chef franc Podal à l'abbaye de Saint-Gall en Suisse. Nous retrouvons l’autour sur les armoiries anciennes et contemporaines.

Une légende alsacienne du bas Moyen Âge indique « qui vit à Habsheim chance aura ».

### Héraldique
| Blason de Habsheim | Les armes de Habsheim se blasonnent ainsi : « D'azur à l'autour d'argent, la tête contournée, perché sur un sautoir alésé d'or et accompagné en chef des deux lettres capitales H et B de même. » |

## Démographie
L'évolution du nombre d'habitants est connue à travers les recensements de la population effectués dans la commune depuis 1793. Pour les communes de moins de 10 000 habitants, une enquête de recensement portant sur toute la population est réalisée tous les cinq ans, les populations de référence des années intermédiaires étant quant à elles estimées par interpolation ou extrapolation. Pour la commune, le premier recensement exhaustif entrant dans le cadre du nouveau dispositif a été réalisé en 2005.

En 2022, la commune comptait 5 061 habitants, en évolution de +4,72 % par rapport à 2016 (Haut-Rhin : +0,66 %, France hors Mayotte : +2,11 %).
| 1793  | 1800  | 1806  | 1821  | 1831  | 1836  | 1841  | 1846  | 1851  |
| ----- | ----- | ----- | ----- | ----- | ----- | ----- | ----- | ----- |
| 1 269 | 1 522 | 1 451 | 1 493 | 1 546 | 1 637 | 1 690 | 1 706 | 1 712 |

| 1856  | 1861  | 1866  | 1871  | 1875  | 1880  | 1885  | 1890  | 1895  |
| ----- | ----- | ----- | ----- | ----- | ----- | ----- | ----- | ----- |
| 1 970 | 2 044 | 2 073 | 1 971 | 1 854 | 1 878 | 1 825 | 1 749 | 1 896 |

| 1900  | 1905  | 1910  | 1921  | 1926  | 1931  | 1936  | 1946  | 1954  |
| ----- | ----- | ----- | ----- | ----- | ----- | ----- | ----- | ----- |
| 1 966 | 2 023 | 2 024 | 1 796 | 1 903 | 2 091 | 2 081 | 2 015 | 2 003 |

| 1962  | 1968  | 1975  | 1982  | 1990  | 1999  | 2005  | 2006  | 2010  |
| ----- | ----- | ----- | ----- | ----- | ----- | ----- | ----- | ----- |
| 2 124 | 2 207 | 2 560 | 3 644 | 3 799 | 4 313 | 4 685 | 4 684 | 4 865 |

| 2015  | 2020  | 2022  | - | - | - | - | - | - |
| ----- | ----- | ----- | - | - | - | - | - | - |
| 4 758 | 5 052 | 5 061 | - | - | - | - | - | - |

|  |  |

## Enseignement
La ville de Habsheim a un collège public d'enseignement secondaire, le collège Henri Ulrich, ainsi que deux écoles primaires et deux écoles maternelles.

## Lieux et monuments
- Fontaines : celle de la place de la Mairie fut construite en 2002, celle de la place du Marché en 2007-2008 ;
- Habsheim abrite une petite église récemment rénovée, un petit cimetière en rénovation et une chapelle.

## Personnalités liées à la commune
- Ernst Udet, pilote de chasse, no 2 des as allemands de la Première Guerre mondiale, était basé à l'aérodrome de Habsheim de 1916 à mi-juin 1917 avec la Feldfliegerabteilung 68 (FFA 68) renommée « Jasta 15 » en 1917.
- Gilberte Lavaire, dite Nicole, est morte le 27 décembre 1944 à Habsheim.
- Pierre Georges, dit le colonel Fabien, est mort le 27 décembre 1944 à Habsheim.
- William E. Boeing, le célèbre constructeur américain, a appris à piloter des avions sur le terrain de Mulhouse-Habsheim, et le tout premier avion qu'il a créé à Seattle serait une copie parfaite d'un Aviatik mulhousien (société implantée à l'époque à l'aérodrome).